# قزل‌آلای آپاچی

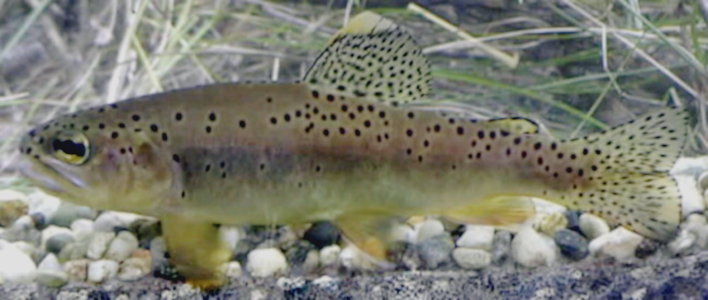
قزل آلای اپاچی

قزل آلای اپاچی(انگلیسی apache trout)نام گونه ای از قزل الا می‌باشد. که در محدوده کوه‌های شمالی اریزونای آمریکا می‌باشد..
دارای رنگ زرد مایل به طلایی با شکم طلایی است. و دارای خالهای تیره با اندازه متوسط که به‌طور مساوی فاصله دارند.
و ممکن است زیر خط جانبی و روی باله‌های پشتی و دم گسترش یابد. قسمت بالای سرو پشتش زیتونی تیره است و دارای دو نقطه سیاه کوچک در دو طرف چشم می‌باشد.